# Marián Varga
Marián Varga (ur. 29 stycznia 1947 w Skalicy, zm. 9 sierpnia 2017 w Chorvátskym Grobie) – słowacki muzyk, kompozytor i organista.
Był jedną z czołowych postaci muzyki rockowej Słowacji.  
W 1967 dołączył do grupy Prúdy, z którą nagrał album „Zvoňte, zvonky”. W 1969 został współzałożycielem (wraz z Fedorem Frešo) zespołu Collegium Musicum, z którym był związany do końca życia.
W 2015 roku został odznaczony Krzyżem Pribiny II klasy.